# Théophile Tellier
Pour les articles homonymes, voir Tellier.

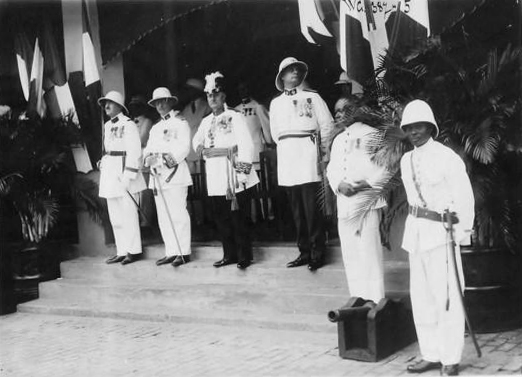
Le gouverneur Tellier (3e en partant de la gauche) à la foire-exposition de Porto-Novo (Dahomey) en 1931

Théophile Antoine Pascal Tellier  (Boulogne-Billancourt, 3 septembre 1872 - Paris 17e, 25 avril 1955) est un administrateur colonial français.

## Biographie
Fils d'officier, Théophile Tellier s'engage en 1890 comme volontaire au 10e régiment de chasseurs à cheval. En 1896 il rejoint l’administration coloniale et est affecté en Côte d'Ivoire : il y effectue diverses missions d'exploration et entreprend de dresser une carte topographique de la colonie. En 1901, Tellier est nommé commandant du district d’Indénié. En 1907 il est promu au poste de secrétaire-général de Côte d'Ivoire et en 1909 chef de cabinet du gouverneur-général de l’AOF. De 1920 à 1921, il assure l’intérim de Fernand Lévecque au poste de Gouverneur du Sénégal puis succède à Pierre Didelot jusqu'en 1925. 
En 1928, Tellier est promu Gouverneur de la Guadeloupe . Le 12 septembre 1928, l'ouragan Okeechobee ou San Felipe, ravage la Guadeloupe. Les dégâts sont considérables, plusieurs villes sont quasiment rasées. À la demande du gouverneur et grâce au rapport de Paul Claudel, le 18 octobre la Métropole accorde une subvention de 100 millions de francs et le Crédit foncier et le Crédit national 300 millions de francs. Une autre mission permettra l'introduction du béton sur l'île. L'architecte Ali Tur, envoyé à sa demande, reconstruit le palais du gouverneur à Basse-Terre (aujourd'hui classé monument historique) ainsi que d'autres bâtiments officiels de la Guadeloupe et le Marie-Galante. 
Il est gouverneur du Dahomey de 1931 à 1932 en remplacement de Dieudonné Reste. Maurice Bourgine lui succède.

## Décorations
- Commandeur de la Légion d'honneur (23 avril 1931)
  -  Officier de la Légion d'honneur (10 juillet 1925)
  -  Chevalier de la Légion d'honneur (10 novembre 1910)
- Officier d'académie (31 mars 1904)
- Chevalier de l'ordre du Mérite agricole (3 mars 1906)
- Médaille coloniale avec agrafe "Afrique occidentale française"
- Officier du Nichan Iftikhar (5 mars 1907)
- Officier de l'Ordre de l'Étoile noire (19 janvier 1903)
- Officier de l'Ordre du Nichan el Anouar (23 octobre 1904)
- Chevalier de l'Ordre de l'Étoile d'Anjouan (France) (9 avril 1908)